# 2007 CV79
2007 CV79, também escrito como 2007 CV79, é um objeto transnetuniano que está localizado no Cinturão de Kuiper, uma região do Sistema Solar. Este corpo celeste é classificado como um cubewano. Ele possui uma magnitude absoluta de 7,8 e tem um diâmetro estimado com 121 km.

## Descoberta
2007 CV79 foi descoberto no dia 19 de janeiro de 2007 pelos astrônomos P. A. Wiegert e A. Papadimos.

## Órbita
A órbita de 2007 CV79 tem uma excentricidade de 0,029 e possui um semieixo maior de 45,362 UA. O seu periélio leva o mesmo a uma distância de 44,046 UA em relação ao Sol e seu afélio a 46,678 UA.